# Dasineura sphaerophysae
Dasineura sphaerophysae är en tvåvingeart som beskrevs av Fedotova 1983. Dasineura sphaerophysae ingår i släktet Dasineura och familjen gallmyggor.
Artens utbredningsområde är Kazakstan. Inga underarter finns listade i Catalogue of Life.